# 党史纵横
党史纵横是中華人民共和國一個以中國共產黨歷史為主題的刊物，创刊于1982年，為双月刊，由中共辽宁省委党史研究室、中共遼寧省委组织部、中共遼寧省委老干部局、中共吉林省委党史研究室联合主办。常刊载與毛泽东及毛泽东思想研究有關的文章。